# Relapse
Relapse er det sjette studiealbum af den amerikanske rapper Eminem.
Albummet udkom 15. maj 2009 i UK og 18. maj i det meste i Europa, dog 19. maj i USA. Det er det første album siden 2004, hvor Encore udkom.

## Spor
| Relapse | Relapse                                    | Relapse                                                                  | Relapse                  | Relapse | Relapse | Relapse | Relapse | Relapse | Relapse |
| #       | Titel                                      | Sangskriver(e)                                                           | Producer                 | Længde  |         |         |         |         |         |
| ------- | ------------------------------------------ | ------------------------------------------------------------------------ | ------------------------ | ------- | ------- | ------- | ------- | ------- | ------- |
| 1.      | "Dr. West" (skit)                          |                                                                          | Dr. Dre, Eminem          | 1:29    |         |         |         |         |         |
| 2.      | "3 a.m."                                   | M.Mathers, T.Lawrence, A.Young, M.Batson, D. Parker, M.Elizondo          | Dr. Dre                  | 5:19    |         |         |         |         |         |
| 3.      | "My Mom"                                   | M.Mathers, T.Lawrence, A.Young, M.Batson, D.Parker                       |                          | 5:19    |         |         |         |         |         |
| 4.      | "Insane"                                   | M.Mathers, T.Lawrence, A.Young, M.Batson, D.Parker, M.Elizondo           | Dr. Dre                  | 3:01    |         |         |         |         |         |
| 5.      | "Bagpipes From Baghdad"                    | M.Mathers, T.Lawrence, A.Young, M.Batson, D.Parker, M.Elizondo, S.Cruise | Dr. Dre, T. Lawrence     | 4:43    |         |         |         |         |         |
| 6.      | "Hello"                                    | M.Mathers, T.Lawrence, A.Young, M.Batson, D.Parker                       | Dr. Dre, M.Batson        | 4:08    |         |         |         |         |         |
| 7.      | "Tonya" (skit)                             |                                                                          | Dr. Dre, Eminem          | 0:42    |         |         |         |         |         |
| 8.      | "Same Song & Dance"                        | M.Mathers, T.Lawrence, A.Young, M.Batson, D.Parker, M.Elizondo           | Dr. Dre, D.Parker        | 4:06    |         |         |         |         |         |
| 9.      | "We Made You"                              | M.Mathers, T.Lawrence, A.Young, M.Batson, D.Parker, W.Egan               | Dr. Dre, Eminem, Doc Ish | 4:29    |         |         |         |         |         |
| 10.     | "Medicine Ball"                            | M.Mathers, T.Lawrence, A.Young, M.Batson, D.Parker                       | Dr. Dre, M. Bateson      | 3:57    |         |         |         |         |         |
| 11.     | "Paul" (skit)                              |                                                                          | Dr. Dre                  | 0:19    |         |         |         |         |         |
| 12.     | "Stay Wide Awake"                          | M.Mathers, T.Lawrence, A.Young, M.Batson, D.Parker, M.Elizondo           | Dr. Dre                  | 5:19    |         |         |         |         |         |
| 13.     | "Old Times Sake" (feat. Dr. Dre)           | M.Mathers, T.Lawrence, A.Young, M.Batson, D.Parker                       | Dr. Dre, M. Bateson      | 4:38    |         |         |         |         |         |
| 14.     | "Must Be The Ganja"                        | M.Mathers, T.Lawrence, A.Young, M.Batson, D.Parker                       | Dr. Dre, M. Bateson      | 4:02    |         |         |         |         |         |
| 15.     | "Mr. Mathers" (skit)                       |                                                                          | Dr. Dre, Eminem          | 0:42    |         |         |         |         |         |
| 16.     | "Déjà Vu"                                  | M.Mathers, T.Lawrence, A.Young, M.Batson, D.Parker, M.Elizondo, S.Cruise | Dr. Dre                  | 4:43    |         |         |         |         |         |
| 17.     | "Beautiful"                                | M.Mathers, L.Resto, J.Bass, D.Black, A.Hill                              | Eminem                   | 6:32    |         |         |         |         |         |
| 18.     | "Crack a Bottle" (feat. Dr. Dre & 50 Cent) | M.Mathers, C.Jackson, A.Young, M.Batson, D.Parker, T.Lawrence, J.Renard  | Dr. Dre                  | 4:57    |         |         |         |         |         |
| 19.     | "Steve Berman" (skit)                      |                                                                          | Dr. Dre                  | 1:29    |         |         |         |         |         |
| 20.     | "Underground"                              | M.Mathers, T.Lawrence, A.Young, M.Batson, D.Parker                       | Dr. Dre                  | 6:11    |         |         |         |         |         |
| 79:16   |                                            |                                                                          |                          |         |         |         |         |         |         |

Alle sange skrevet og komponeret af Eminem. 
| Bonusnumre/Deluxe Edition | Bonusnumre/Deluxe Edition   | Bonusnumre/Deluxe Edition | Bonusnumre/Deluxe Edition | Bonusnumre/Deluxe Edition | Bonusnumre/Deluxe Edition | Bonusnumre/Deluxe Edition | Bonusnumre/Deluxe Edition | Bonusnumre/Deluxe Edition | Bonusnumre/Deluxe Edition |
| #                         | Titel                       | Musik                     | Længde                    |                           |                           |                           |                           |                           |                           |
| ------------------------- | --------------------------- | ------------------------- | ------------------------- | ------------------------- | ------------------------- | ------------------------- | ------------------------- | ------------------------- | ------------------------- |
| 21.                       | "My Darling"                | Eminem                    | 5:20                      |                           |                           |                           |                           |                           |                           |
| 22.                       | "Careful What You Wish For" | Eminem                    | 3:47                      |                           |                           |                           |                           |                           |                           |
| 9:07                      |                             |                           |                           |                           |                           |                           |                           |                           |                           |

## Relapse
Temaerne i albummets tekster er hovedsageligt hans tilbagefald til afhængighed af alkohol/medicin/euforiserende stoffer og den skam han føler når han svigter sine fans/venner/familie pga. hans stofmisbrug. Blandt andre temaer kan nævnes tilsvininger/latterliggørelse af hans mor og barndomshjem, psykopati, samt humoristiske nedgørelser og overfald af tidens kvindelige sexsymboler og andre kendisser.
Eminems stofmisbrug var ifølge ham selv hovedårsagen til at "Relapse" var så længe undervejs. Han var dog (igen ifølge ham selv) ædru og "clean" i det sidste år af arbejdsprocessen og har været det siden. Albummet blev da også en massiv succes for ham såvel kunstnerisk som kommercielt og fjernede enhver tvivl om Eminems status som vor tids største kunster indenfor hans genre.[kilde mangler]

## Refill
Relapse: Refill er genudgivelsen af albummet Relapse. Albummet udkom 21. december 2009 i USA. Udgivelsen var en genudgivelse af Relapse med syv bonustracks.
Eminem har sagt om albummet:
| Citat | I want to deliver more material for the fans this year like I originally planned ... Hopefully these tracks on The Refill will tide the fans over until we put out Relapse 2 next year ... I got back in with Dre and then a few more producers, including Just Blaze, and went in a completely different direction which made me start from scratch. The new tracks started to sound very different than the tracks I originally intended to be on Relapse 2, but I still want the other stuff to be heard. | Citat |
|       | |       |

### Spor
1. "Forever" (med Drake, Kanye West og Lil Wayne) (produceret af Boi-1da) 5:58
2. "Hell Breaks Loose" (med Dr. Dre) (produceret af Dr. Dre, M. Batson) 4:04
3. "Buffalo Bill" (produceret af Dr. Dre, M. Batson) 3:52
4. "Elevator" (produceret af Eminem) 4:52
5. "Taking My Ball" (produceret af Dr. Dre)	5:01
6. "Music Box" 	(produceret af Dr. Dre, D. Parker) 5:05
7. "Drop the Bomb on 'Em" (produceret af Dr. Dre) 4:48.